# Jean-Pierre Gauthier (sculpteur)
Pour les articles homonymes, voir Jean-Pierre Gauthier (homonymie) et Gauthier.
Jean-Pierre Gauthier est un artiste québécois né à Matane (Québec) en 1965. Il crée des sculptures et installations cinétiques et sonores. Il vit et travaille à Montréal.

## Biographie de l'artiste
Jean-Pierre Gauthier est titulaire d’un baccalauréat en arts plastique en 1990, ainsi qu'une maîtrise en arts plastiques en 1995, tous deux complétés à l’université du Québec à Montréal.
Depuis environ quinze ans, ses installations mécanisées font état d’une recherche rigoureuse et métaphorique autour du caractère sonore d’objets provenant du quotidien. Les installations cinétiques de Jean-Pierre Gauthier sont construites à partir de ces objets industriels trouvés. Une fois mis en mouvement, ces rebuts prennent vie et génèrent des sons qui donnent un caractère poétique et ludique à ses œuvres. À la frontière entre ordre et désordre, les systèmes bricolés que Jean-Pierre Gauthier élabore transportent le spectateur dans une expérience vertigineuse et singulière.
Présent sur la scène musicale, il produit des prestations où il donne à entendre les instruments qu’il fabrique.
Depuis les années 1990, ses oeuvres ont été présentées au Québec et à l'international dans des expositions individuelles et de groupe, il a aussi reçu plusieurs prix prestigieux.
Il est aujourd'hui représenté par la galerie Ellephant, à Montréal.

## Démarche artistique

### Les caractéristiques de sa pratique
Voici de quelle façon l'artiste parle de son travail: « Mon intention est de déterminer, de construire un système, d'en contrôler la fabrication dans ses moindres détails pour qu'une fois installée et présentée en public, l'installation s'organise, se transforme d'elle-même. Perdre le contrôle pour laisser aller les choses d'elles-mêmes. » (Ninacs, 2004, p. 49) 
Malgré l’aspect extrêmement sophistiqué et ordonné de son travail, Jean-Pierre Gauthier déstabilise les perceptions du spectateur. Par une approche hybride alliant le cinétique, le son et le visuel, ses installations semblent exprimer une forme d’existence qui puise sa force dans le chaos (théorie du chaos). Créant un décalage spatiotemporel entre un mouvement et le bruit qu’il émet, l’artiste fabrique des systèmes causals (causalité) qui se déploient envers et contre toute prédétermination.

### Le quotidien et son contexte
Par l’intégration d’objets usuels déplacés de leur contexte premier et utilisés dans la production d’œuvres artistiques, les dispositifs de Jean-Pierre Gauthier font état du monde réel qui nous entoure. L’aspect bricolé de ces systèmes détourne inlassablement le réseau de significations rattaché au quotidien et à son contexte. Ce contre-emploi procure aux réalisations un caractère métaphorique qui flirte avec le ludique et le poétique. En ce sens, les outils normalement employés dans le monde du travail (balais, savon, lavabo, etc.) renvoient inlassablement aux outils que l’artiste manipule pour fabriquer ses installations.

### La mise en scène
Indéniablement, Jean-Pierre Gauthier apparaît comme un scénariste qui orchestre les éléments entre eux. Il utilise l’espace blanc de l’exposition comme un lieu théâtral où les objets, par leur mouvement et leur sonorité, semblent raconter une histoire. L’éclairage qui découpe et pointe chacune des choses qui constituent la salle accentue cet effet de fiction. Plus souvent qu’autrement, le spectateur devient lui aussi un acteur parmi cette orchestration. Ses faits et gestes sont transformés en opérateurs qui régissent le système.

### L'artiste sonore
« Hors de doute, nous avons affaire à un mélomane vif et attentif, un artiste sachant qu'un musicien ne peut être s'il n'est pas d'abord un écoutant, avec de grosses oreilles.	Jean-Pierre Gauthier n'est pas un musicien, il ne se dit pas musicien, mais il a de grosses oreilles; ce qui est préférable. » (Côté, 2007, p. 23)
Le son dans les réalisations de Jean-Pierre Gauthier est exploité à travers deux volets d’exploration distincts. Dans un premier temps, c’est la dimension musicale de ses installations qui rend son travail si ingénieux et particulier. Ses sculptures semblent devenir d’immenses instruments qui sont à la fois structurés et cacophoniques. Dans un deuxième temps, l’artiste invente des appareils sonores qu’il utilise lors de prestations publiques en solo ou en groupe. « Je trouve les sons qui m'intéressent très souvent par hasard, lorsque je travaille à l'atelier ou dans le quotidien. Je n'ai pas un rapport conceptuel avec le son; j'ai plutôt un rapport expérimental. Je ne cherche pas les sons, je les trouve. » (Côté, 2007, p. 27)
Il a réalisé une multitude de collaborations avec des musiciens importants de la scène montréalaise et internationale tels que Michel F. Côté, Martin Tétrault, Christof Migone et Mirko Sabatini.

## Expositions

### Expositions individuelles
1997 : « Chants de travail / La vie courante », SKOL, Montréal, QC, Canada
1998 : « Le grand ménage », Galerie Le Lobe, Chicoutimi, QC, Canada
2005 : « Espèces : Rut », Jack Shainman Gallery, New York, NY, États-Unis
2007 : « Effondrements/crash », Lydgalleriet, Bergen, Norvège
2009 : « Jean-Pierre Gauthier: machine à l’œuvre / machines at play », Mendel Art Gallery, Saskatoon, SK et Hamilton Art Gallery, ON, Canada
2010 : « Jean-Pierre Gauthier: machine à l’œuvre / machines at play », Art Gallery of Nova Scotia, Halifax, NS, et Grande Prairie Art Gallery, Grande Prairie, AB, Canada
2011 : « Thorax », Galerie L’Écart, Rouyn-Noranda, QC, Canada
2014 : 
- « Orchestre à géométrie variable », Galerie B-312, Montréal, QC, Canada[7]
- « Ceci n'est pas une machine », Centre Expression, St-Hyacinthe, QC, Canada[8]

2017 : « Marqueurs d’incertitude », Ellephant, Montréal, QC, Canada
2018 : « Générateurs Stochastiques », Musée d’art de Joliette, Joliette, QC, Canada
2021 : « Générateur stochastique & Asservissements », Oboro et Ellephant, Québec, QC, Canada

### Expositions collectives
2000 : 
- « Skol @ YYZ », Centre des arts actuels Skol & YYZ Artist’s Outlet, Montréal, QC, Canada[11]
- « Tout le temps / Every Time », 2ème Biennale de Montréal, Montréal, QC, Canada[12]

2007 : « Juleutstilling », Lydgalleriet, Bergen, Norvège
2010 : Turbulures, Cambridge Galleries, Cambridge, ON, Canada
2012 : 
- « The Restless Object », FILE - Festival Internacional de Linguagem Eletrônica, São Paulo, Brésil[15],[16],[17]
- « Candide - Cándido », Festival culturel de Mayo, Manif d'art invité d'honneur, Guadalajara, Mexique[18]
- Hypoxia, « Machines : Les formes du mouvement », Galerie des arts visuels de l'université Laval, Manif d'art 6 – Biennale de Québec, Québec, QC, Canada[19]

2013 : « Electrohype », Värnhem square electronic sculpture park, Malmö, Suède
2014 : 
- « La beauté du geste », Musée d’art contemporain de Montréal, Montréal, QC, Canada[21]
- « ThingWorld », La Triennale internationale en arts des nouveaux média, National Art Museum Of China, Pekin, Chine[22]
- « Despertar / Éveil », SESC Santana, São Paulo, Brésil[23]
- « Musicircus », New Media Gallery, Anvil Centre, New Westminster, BC, Canada[24]

2016 : « Orchestré », avec Ryoji Ikeda, Musée d’art contemporain de Montréal, QC, Canada
2017 : 
- « The Coffins of Paa Joe and the pursuit of happiness », Jack Shainman Gallery, The School, Kinderhook, NY, États-Unis[26]
- « Spectres », Fondation Molinari, Montréal, QC, Canada[27]

2018 : 
- « Trajectoire des sens », Biennale nationale de sculpture contemporaine, Trois-Rivières, QC, Canada[28]
- « Fait main », Musée national des beaux-arts du Québec, QC, Canada

2019 : « Colonisateur sonore / Sound Settler », Festival Elektra, Usine C, Montréal, QC, Canada
2021 : « Digital Detox », Mutek, Montréal, QC, Canada
2022 : La pelle du printemps, « Les illusions sont réelles », Manif d’art 10 – Biennale de Québec, Québec, QC, Canada

## Collections
- Musée national des beaux-arts de Québec[32]
- Phonothèque québécoise
- Cinémathèque québécoise[33]
- Art gallery of Nova Scotia[34]
- Musée de Lachine
- Musée d’art contemporain de Baie-Saint-Paul[35]
- Musée d’art contemporain de Montréal[36]

## Prix et distinctions
- 2012 : Lauréat du Prix Louis-Comtois[37]
- 2006 : Prix Lynch-Staunton
- 2004 : Lauréat du Prix artistique Sobey

### Artistes aux préoccupations voisines
- Jean Tinguely
- John Cage
- Alexander Calder
- Mirko Sabatini